# Hamburg (Arkansas)
Pour les articles homonymes, voir Hamburg.
La ville américaine de Hamburg est le siège du comté d'Ashley, dans l’Arkansas.

## Population et société

### Démographie

#### Évolution du nombre d'habitants
Lors du recensement de 2000, sa population s'élevait à 3 039 habitants.
| 1880 | 1890 | 1900  | 1910  | 1920  | 1930  | 1940  | 1950  |
| ---- | ---- | ----- | ----- | ----- | ----- | ----- | ----- |
| 747  | 655  | 1 260 | 1 787 | 1 538 | 1 517 | 1 939 | 2 655 |

| 1960  | 1970  | 1980  | 1990  | 2000  | 2010  | - | - |
| ----- | ----- | ----- | ----- | ----- | ----- | - | - |
| 2 904 | 3 102 | 3 394 | 3 098 | 3 039 | 2 857 | - | - |

#### Répartition ethnique
| Groupe          | Hamburg | Arkansas | États-Unis |
| --------------- | ------- | -------- | ---------- |
| Blancs          | 58,2    | 77,0     | 72,4       |
| Afro-Américains | 30,1    | 15,4     | 12,6       |
| Autres          | 9,6     | 3,6      | 6,4        |
| Métis           | 1,3     | 2,0      | 2,9        |
| Amérindiens     | 0,7     | 0,8      | 0,9        |
| Asiatiques      | 0,1     | 1,2      | 4,8        |
| Total           | 100,0   | 100,0    | 100,0      |
|                 |         |          |            |
| Hispaniques     | 13,6    | 6,4      | 16,7       |

### Langues
Selon l'American Community Survey, pour la période 2011-2015, 95,06 % de la population âgée de plus de 5 ans déclare parler l'anglais à la maison, 4,42 % l’espagnol et 0,52 % une autre langue.

## Culture locale et patrimoine

### Lieux et monuments
Ashley County Courthouse est un palais de justice américain, inscrite au Registre national des lieux historiques depuis le 26 septembre 2023.